# Cymothales illustris
Cymothales illustris är en insektsart som först beskrevs av Navás 1913.  Cymothales illustris ingår i släktet Cymothales och familjen myrlejonsländor. Inga underarter finns listade i Catalogue of Life.